# SliTaz
SliTaz GNU/Linux er et softwareprojekt baseret på et fællesskab,
startet i 2006 af Christophe Lincoln. Det er en Linux-distribution
med et rod-filsystem, der fylder ca. 80 MB og et ISO-billede på ca. 25
MB. I april 2008, er det en af de mindste Linux-distribuerede
skrivebordsmiljøer der er til
rådighed.
SliTaz opstarter fra enten en cd eller et USB-flashdrev, ind i et
JWM-skrivebord (Nu udvikler vi på en LXDE-version) som kører
på Xvesa, og bruger BusyBox til alle dets hovedfunktioner. Det
har et godt udvalg af skrivebord- og redningssoftware og kan indlæses
fuldt i RAM (hvis pladsen tillader det) eller blive
installeret til en harddisk.

## Historie
Efter to års udvikling blev SliTaz 1.0 udgivet den 22. marts 2008.
SliTaz deler mange almindelige mål med Damn Small Linux, men er
mindre og baseret på en nyere Linux 2.6 kerne.

## Programmer
- Internetserver LightTPD (CGI og PHP understøttelse)
- Mozilla Firefox
- Alsa mikser, lydafspiller og cd-ripper / afkoder
- Samtale, e-post- og FTP-klienter
- SSH-klient og -server (Dropbear)
- Databasemotor (SQLite)
- Cd- eller dvdværktøjer til gravering, redigering osv.
- Et elegant skrivebord (JWM)
- Mere end 450 pakker

## Funktioner
SliTaz opstarter fra:
- En Live-USB bruger TazUSB eller med UNetbootin
- En Live-cd (udvikling eller stabil 1.0)
- En intern harddisk
- En VirtualBox- eller VMware-enhed
- En floppy
- Et netværk ved brug af Preboot Execution Environment|PXE og internettet ved brug af gPXE

## Issues
| Version | Stabil            | Udgivelsesdato   |  |
| ------- | ----------------- | ---------------- |  |
| 1.0     | stabil version    | 22. marts 2008   |  |
| 2.0     | udviklingsversion | 28. februar 2009 |  |

## Galleri
- Stabil 1.0
- Udvikling

## Læs også
- Linux
- GNU
- Linux-distribution